# Никулино (муниципальный округ)
Нику́лино — бывший муниципальный округ Москвы, просуществовавший с 1991 года по 1993 год, когда его территория была объединена с территорией муниципального округа «Тропарёво» и был образован муниципальный округ «Тропарёво-Никулино».
Муниципальный округ получил название по бывшей деревне Никулино, вошедшей в состав Москвы в 1960 году.

## История
Муниципальные округа «Тропарёво» и «Никулино» были созданы в ходе административной реформы 1991 года и входили в состав Западного административного округа Москвы. При этом в состав Никулино была включена территория Олимпийской деревни, для которой изначально планировался отдельный муниципальный округ.
28 сентября 1993 года муниципальные округа «Тропарёво» и «Никулино» были объединены в единый муниципальный округ «Тропарёво-Никулино». После принятия 5 июля 1995 году закона «О территориальном делении города Москвы» он получил статус района Москвы «Тропарёво-Никулино».

## Границы муниципального округа
Согласно распоряжению мэра Москвы «Об установлении временных границ муниципальных округов Москвы» граница муниципального округа «Никулино» проходила:
от пересечения улицы Академика Анохина с Тропарёвской улицей, по Тропарёвской улице до пересечения с улицей Академика Анохина, включая жилую застройку северной части жилого района, а также территорию Олимпийской деревни без объектов общегородского значения.